# Тороканський монастир
Тороканський монастир Богоявлення Господнього — спершу православний, відтак унійний василіянський, а після Полоцького собору 1839 року знову православний монастир у містечку Торокани (нині село Іменин у Білорусі, у Дорогичинському районі Берестейської області), заснований на початку XVI століття, а в 1874 р. ліквідований.

## Історія
Православний монастир у Тороканах був заснований у XVI столітті: одна із версій — 1517 рік, як залежний від Жидичинського монастиря на Волині. У 1613 році монастир підпорядковувався Віленському Свято-Троїцькому василіянському монастирю. Упродовж XVII століття монастир підпорядковувався поперемінно унійним митрополитам і василіянам, хоча історик Михайло Ваврик зазначає, що вже в 1657 році він остаточно був інкорпорований до Василіянського Чину. У 1656 (6 лютого) і 1661 (6-9 лютого) у монастирі відбулися дві генеральні капітули Конґреґації Пресвятої Тройці Василіянського Чину, на яких було обрано протоігумена з правами протоархимандрита ієромонаха Венедикта Терлецького.
У 1710 році в Тороканах зведено новий храм, а в 1712 році збудовано нову монастирську будівлю для дванадцяти ченців. З 1743 року монастир василіян у Тороканах був одним із двох осідків протоархимандрита Василіянського Чину (іншим осідком був монастир у Почаєві). Тоді в Тороканах мешкали протоархимандрити, які походили з Провінції Пресвятої Тройці: Полікарп Мигуневич (1743—1747), Іраклій Лісанський (1751—1759), Порфирій Скарбек-Важинський (1772—1780 і 1788—1790) і передостанній протоархимандрит Атанасій Фальковський (1793—1802).
З 21 липня до 13 вересня 1780 року в Тороканському монастирі відбулася важлива в історії Василіянського Чину генеральна капітула, на якій Чин поділили на чотири провінції: Білоруську провінцію святого Миколая, Руську провінцію Покрови Матері Божої, Галицьку провінцію Найсвятішого Спасителя і Литовську провінцію Пресвятої Трійці. Також у монастирі у 1784 році відбулася капітула Литовської провінції, а 1802 року — остання генеральна капітула Василіянського Чину в Російській імперії.
Настоятелями монастиря в різний період були: Іван Ольшевський (бл. 1718—1721), Антоній Завадський (1726—1730), Матей Козаченько (згаданий у 1730 році), Никодим Карпінський (бл. 1761), Амброзій Калиновський (бл. 1804 — бл. 1807), Йосафат Рачинський (1818—1826), Йосафат Цивінський (1826 — після 1833).

## Після Полоцького собору
Унійний монастир у Тороканах був одним із п'яти василіянських монастирів, які функціонували після поділів Польщі до Полоцького собору, коли всі структури Унійної церкви в Російській імперії, крім Холмської єпархії, були ліквідовані та включені до складу Російської православної церкви. Монастир у Тороканах був підпорядкований Віленській і Литовській єпархії. Коли василіянський монастир був перетворений на православний, у ньому залишилось 25 ченців та два послушники. Через три роки Святійший правлячий синод вирішив, що в Тороканах будуть жити 13 ченців, на утримання яких державна скарбниця зобов'язалася надати 1540 рублів срібла на рік. Своєю чергою маєтки Торокани, Лосінка та Чикін були націоналізовані. На практиці, однак, кількість ченців монастиря значно коливалася. Це було пов'язано з тим, що Торокани стали одним із центрів, куди направляли колишніх василіян з тих монастирів, які були повністю ліквідовані. Ці ченці неохоче переходили на православ'я і на практиці дотримувались унійних літургійних звичаїв. Одним із «упорствующих» василіян, утримуваних у цьому монастирі був о. Ігнатій Башнянський.
По мірі переведення «неблагонадійних» василіян до інших монастирів та вимирання старших ченців, кількість жителів монастиря в Тороканах систематично зменшувалася. У 1849 році в монастирі залишилися чотири ченці. Того ж року Вільнюський та Литовський митрополит Йосиф Сємашко звернувся до Святійшого правлячого синоду, щоб монастир закрити, ченців перевести в інші монастирі, при монастирі створити парафію, а інші об'єкти передати місцевій світській владі. Незважаючи на це розпорядження, монастир, який знаходиться в поганому технічному стані, не був закритий. Ще в 1850-х роках у ньому проживали четверо ченців, два послушники, четверо суспендованих священників та дев'ять мирян.
Монастир у Тороканах був остаточно закритий у 1874 році через малу кількість ченців та загальне убожество спільноти. На це рішення вплинули також випадки порушення монастирської дисципліни, що відбулися в монастирі (серед інших, побиття настоятеля монастиря ігумена Філарета ієродіаконом Павлом, який був покараний і переведений до Сургедського монастиря). Монастирські споруди перейшли у власність монастиря святих Бориса і Гліба в Гродні, куди переїхав останній настоятель Тороканського монастиря ігумен Філарет. Інші монастирські споруди пустували до 1897 року, коли в них розмістилася двокласна школа, яку посвятив у 1899 році гродненський єпископ Йоаким.
У 1950-х роках колишню монастирську церкву зруйнували і розібрали.

## Історичні фотографії

Історичні фотографії
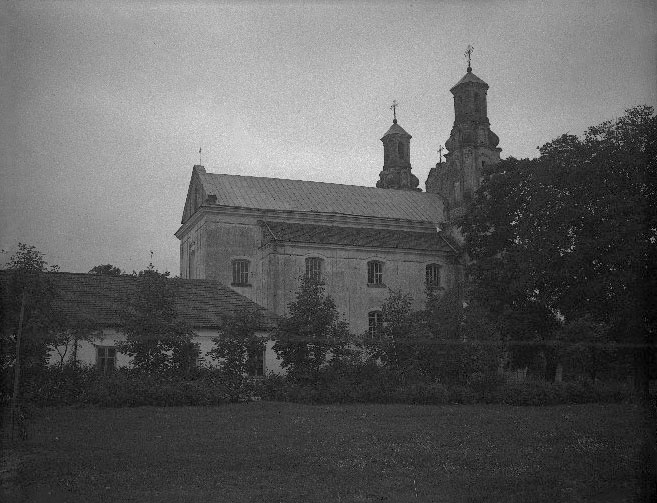
1901—1938
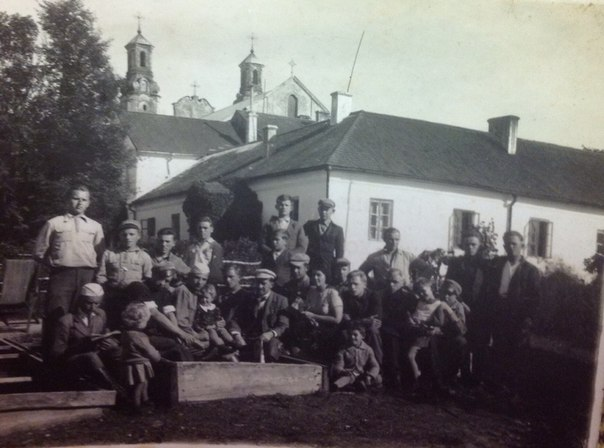
1938 р.
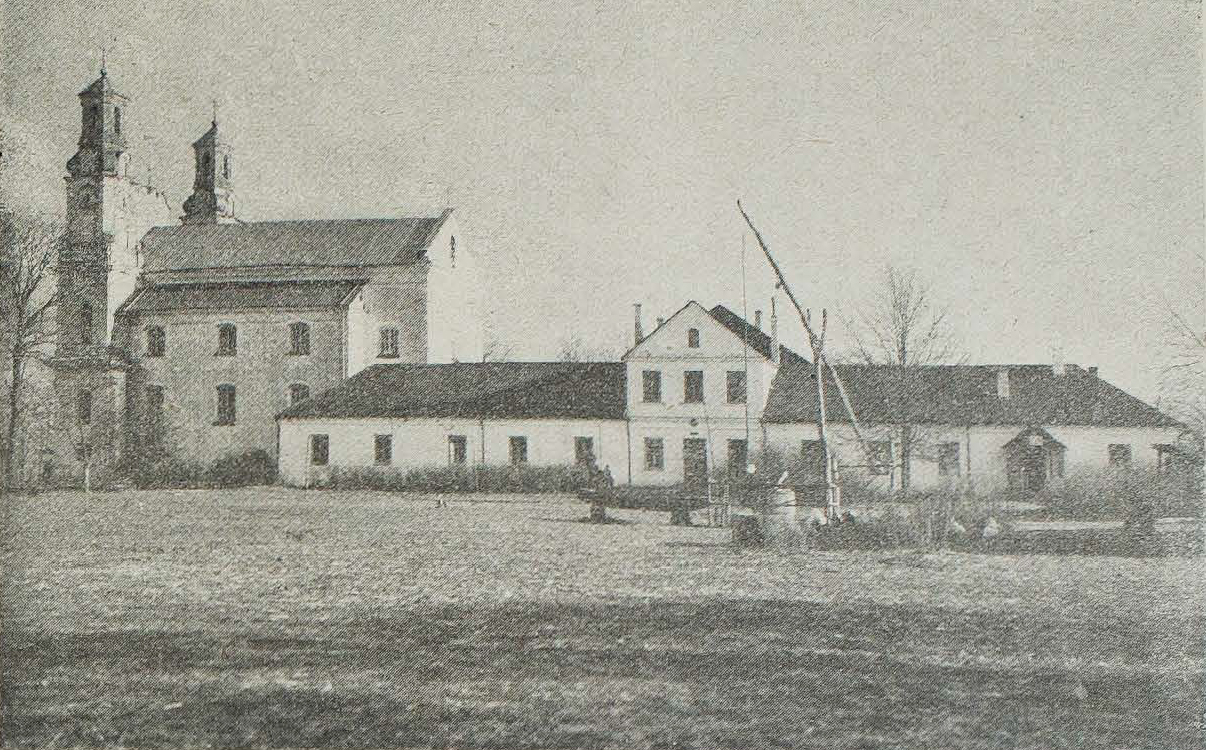
1935 р.
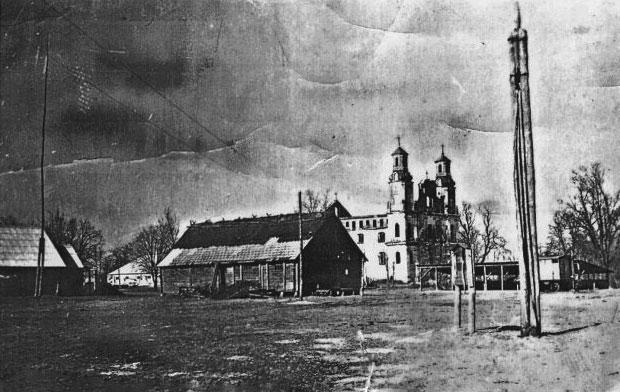
1944—1949 р.